# قشلاق مهر علي كندي
قشلاق مهر علي كندي هي قرية في مقاطعة بارس أباد، إيران. عدد سكان هذه القرية هو 28 في سنة 2006.